# 撫仙小鯉
撫仙小鯉（学名：Cyprinus fuxianensis）为鲤屬的一種，被IUCN列為極危保育類動物，該物種分布於亞洲中國撫仙湖流域，棲息在中底層水域，體長可達22.2公分。